# クロード・アレグル
クロード・アレグル（Claude Allègre, 1937年3月31日 - 2025年1月4日）は、フランスの政治家、地球化学者。

## 経歴・人物
パリ出身。1967年にソルボンヌ大学から博士号を取得し、1970年にパリ第7大学教授となり、その後はコーネル大学、マサチューセッツ工科大学、カリフォルニア工科大学などで教鞭をとった。
また1973年に社会党に入党し、党員として活動。
1997年6月4日から2000年3月28日までリオネル・ジョスパン内閣で国民教育大臣（文部大臣に相当）を務めた。
2025年1月4日、パリにおいて死去。87歳没。

## 受賞歴
- 1986年: クラフォード賞
- 1986年: V.M. Goldschmidt Award（国際地球化学会）
- 1987年: ウォラストン・メダル（ロンドン地質学会）
- 1988年: アーサー・L・デイ・メダル（アメリカ地質学会）
- 1995年: ウィリアム・ボウイ・メダル（アメリカ地球物理学連合）